# Sheroes Hangout
Sheroes Hangout (en español: El garito de las heroínas) es una cafetería y una comunidad de la India regentada por supervivientes de ataques con ácido. Tiene por objetivo aumentar la concienciación sobre dichos ataques y empoderar a sus supervivientes. En la actualidad hay una en Agra y otra en Lucknow.
La cafetería de Agra está decorada con murales coloridos y sus clientes disponen de libros en las estanterías. Así mismo, allí se organizan debates, charlas y conciertos y se puede ver un documental sobre ellas mismas. Desde 2019 trabajan nueve mujeres en esta cafetería y en promedio se atiende a 80 clientes al día, muchos de ellos extranjeros.

## Historia
Muchas de las empleadas de la cafetería sentían vergüenza, estaban traumatizadas y llevaban vidas solitarias antes de empezar a trabajar en Sheroes. Aproximadamente, la mitad de estas mujeres fueron atacadas por parientes y casi todas ellas por personas que conocían. En varios casos, los ataques tuvieron lugar después de que rechazaran las propuestas de matrimonio o las pretensiones sexuales de sus atacantes.
Tras los sucesos, algunas de ellas rara vez salían de sus casas, en parte debido a la vergüenza que sentían, la cual estaba ligada a su apariencia física. Varias también tuvieron que someterse a múltiples operaciones y les resultaba muy difícil encontrar empleo. Además, en ocasiones fueron presionadas por la familia o la comunidad para que no hablaran de lo ocurrido. A raíz de todo esto, surgió la idea de crear Sheroes Hangout, un lugar donde lograr que las supervivientes se vieran aceptadas y tuvieran un sentido de la comunidad y una fuente de ingresos. De hecho, algunas de ellas son ahora las que más aportan a la economía familiar.
La primera cafetería, localizada en Agra, fue inaugurada en 2014 por Alok Dixit, fundador de Stop Acid Attacks, una organización sin ánimo de lucro radicada en Nueva Delhi. Previamente, se lanzó una campaña en línea a través de la cual se reunió a varias supervivientes de ataques con ácido. Como la mayoría tenía entre 16 y 28 años, dependían de sus familias. Sin embargo, todas querían ser autosuficientes, por lo que se creó Sheroes, que nació como un proyecto de micromecenazgo y que operaba bajo el modelo «paga lo que quieras». Las primeras empleadas no sabían cómo dirigir un restaurante, así que optaron por no establecer precios por si cometían errores. Este modelo siguió en pie durante muchos años, pero a partir de 2020 la cafetería presenta un menú cerrado con precios fijos.
Un tiempo después de la inauguración de la cafetería en Agra, se abrió otra en Lucknow y otros proyectos se han inspirado en Sheroes Hangout desde entonces, como es el caso de Orange Cafe, una cafetería regentada por supervivientes de ataques con ácido en Varanasi.  